# Gaspard Fivé
Gaspard Edouard Fivé (* 1. Januar 1849 in Saint-Josse-ten-Noode, Belgien; † 8. Oktober 1909 in Brüssel, Belgien) war ein belgischer Soldat und Abgesandter, der Ende des 19. Jahrhunderts für den belgischen König Leopold II. in verschiedenen Sondermissionen, so etwa im Kongo-Freistaat und in China eingesetzt war. Er beendete seine Karriere als charakterisierter Generalleutnant.

## Biographie

### Frühe Jahre und Tätigkeiten im Kongo
Fivé war der Sohn von Gustave-Marie Fivé und Anne-Dorothée Charlchof. Er schlug die Militärkarriere ein und trat am 24. Oktober 1865 dem 1. Jägerregiment bei. Es folgte der übliche Dienstweg bis zu seiner Beförderung zum Leutnant am 25. Juni 1870. Am 9. Juli 1888 folgte die Beförderung zum Capitaine Adjudant-Major. Hiernach trat Fivé in den Dienst des Freistaates Kongo und wurde am 6. Dezember 1891, dem Tag seiner Abreise in den Kongo zum Inspecteur d'Etat (deutsch: Staatsinspekteur) ernannt.
Von Leopold II. wurde er zunächst mit der Inspektion der Distrikte am Mittel- und Oberkongo beauftragt. Hierbei sollte er insbesondere über die Einstellung der arabischen Sklaven- und Elfenbeinhändler berichten, die aus dem Osten kommend im Kongo aktiv waren. Leopold II. stand diesen misstrauisch gegenüberstand und wollte, für den Fall eines Konflikts, gegen diese Vorkehrungen treffen. Nach einem mehrwöchigen Aufenthalt in Boma und Matadi, während dessen er an einer kurzen Strafexpedition unter den Muserongo bei Banana teilnahm, brach er am 18. Februar 1892 nach Leopoldville auf. Er erfuhr unterwegs, dass er vorläufig zum Kommandeur des Gebiets Ubangi-Bomu ernannt worden war. Er verließ Leopoldville am 17. März und reiste etappenweise dorthin, teils mit dem Dampfer, teils mit dem Kanu und erreichte Yakoma, am Zusammenfluss von Uelle und Mbomou am 24. Mai. Dort traf er Paul Le Marinel, mit dem er den Mbomou bis Bangassou hinauffuhr. Auf dem weiteren Weg nach Stanley Falls wurde die Kolonne von Fivé des Öfteren Ziel von Angriffen indigener Krieger. Gleichzeitig erhielt er Berichte über feindselige Araber, die in seinem Sektor aktiv waren, so wurde etwa die Missionsstation in Riba-Riba (Lokandu) überfallen und zerstört, die Bewohner wurden ermordet. Um den Arabern, die aus Lomami heraus operierten, Einhalt zu gebieten, rüstete Fivé zwei Expeditionen aus, von denen die eine dem Ruki und die andere dem Maringa folgte, einem linken Nebenfluss des Lulonga, in den er bei Basankusu mündet.
Im September 1892 bereiste Fivé Basoko und Stanley Falls, das nach seinen Erkundungen im Gebiet zwischen Lomami und dem Tanganjikasee die einzige Station des Freistaates war, die sich gegen die Araber hatte halten können. Fivé war daher entsprechend besorgt und schätzte die Lage als bedrohlich ein, zumal weitere europäische Expeditionen darunter die unter Hodler, Jacques, Bia, Stairs und Bodson allesamt wegen arabischer Angriffe gescheitert waren.
Fivé wollte dann eigentlich flussaufwärts fahren, um so schnell wie möglich Lusambo zu erreichen, wo er nach dem Aufbruch der Francis-Dhanis-Expedition nach Katanga keine Truppen des Freistaates mehr vermutete und wo er einen Angriff der Araber von Maniema aus befürchtete. Am 7. Oktober war er allerdings zunächst in Leopoldville, wo er auf Anweisungen der Generalregierung wartete, der er seine Anliegen, die von ihm getroffenen Vorkehrungen und seine unmittelbaren Absichten mitgeteilt hatte. Der stellvertretende Generalgouverneur Félix Fuchs zögerte allerdings, da er immer noch an eine Möglichkeit einer Einigung mit den Arabern glaubte, die seiner Ansicht nach gespalten waren. Weiterhin stufte er die Situation im Sektor um Stanley Falls als am kritischsten ein und wollte Fivé zunächst dorthin schicken.
In der Folge behielt Fivé recht. Dhanis war nicht in der Lage, die Expedition nach Katanga fortzuführen, sondern musste seine Truppen gegen die aus Lomami vordringenden Araber einsetzen.
Fivés Abreise nach Lusambo wurde beschleunigt und er erreichte den Ort in den ersten Februartagen 1893. In der Zwischenzeit war Dhanis nach einer Reihe siegreicher Schlachten vor Nyangwe gestoppt worden. Um seine Offensive wieder aufnehmen zu können, schickte Fivé Männer, Lebensmittel und Munition zu ihm. Um eine arabische Gegenoffensive von den Stanley Falls aus zu verhindern, schickte er weiterhin einen Kurier zu dem dortigen Stationsleiter Louis Napoléon Chaltin, der sich in Basoko befand, und bat ihn, alle Truppen in seiner Reichweite zu sammeln und nach Süden zu marschieren, um sich über Bena-Kamba und Riba-Riba mit Dhanis zu vereinen. Dieser Plan wurde nur teilweise umgesetzt, da Chaltin, nachdem er diese Orte erreicht und die Araber besiegt hatte, am 7. Mai erneut den Lomami hinabfuhr, um einen weiteren arabischen Angriff an den Stanley Fällen zurückzuschlagen.
Weiterhin benötigte Dhanis seine Hilfe nicht mehr, da er Nyangwe am 4. März und Kasongo am 22. April eingenommen hatte. Fivé kehrte nun seinerseits zu den Stanley Falls zurück, rekrutierte unterwegs weitere Soldaten und traf Anfang Mai in Bumba Adhémar Daenen und etwa zwanzig Soldaten der Nil-Expedition an, der es unter dem Kommando von Guillaume Van Kerckhoven gelungen war, den Weg zu den Arabern am Uelle zu blockieren. Die Reise wurde dann an Bord des Dampfers Princesse Clémentine flussaufwärts fortgesetzt, vorbei an Leichen, die aus Basoko stammend den Fluss hinunter trieben. Am 21. Mai wurde in Isanghi, an der Mündung des Lomami, ein befestigtes arabisches Lager kampflos eingenommen.
Am Tag darauf war allerdings ein arabischer Vorposten in Romée stark umkämpft und konnte erst erobert werden, als Chaltin mit dem Dampfer „Ville de Bruxelles“ mit Verstärkungen eintraf. Bei dieser Gelegenheit wurden 2000 Gefangene gemacht. Am 23. Mai, wurde auch das große arabische Lager von Kayumbo, eine Meile im Landesinneren, eingenommen. Der Weg nach Stanley Falls war somit frei und Fivé erreichte den Ort am Abend des 23.
Wenige Tage später wurden die letzten arabischen Kontingente in der Region der Stanley Falls auf der Straße nach Kirundo von Truppen unter Pierre Ponthier endgültig vernichtend geschlagen. Fivé übergab Ponthier daraufhin den militärischen Oberbefehl über die Gegend und dieser setzte seine Offensive gegen die Araber in Richtung Osten fort. Fivé sah damit seine Mission als erfüllt an und kehrte nach 20 Monaten Dienst im Kongo über Boma nach Belgien zurück.

### China
Fivés Organisationstalent, Verantwortungsbewusstsein und Entscheidungsfähigkeiten waren Leopold II. positiv aufgefallen, sodass er ihn 1898 erneut für eine besondere Mission beauftragte. Fivé wurde bei der chinesischen Regierung als außerordentlicher Gesandter des Unabhängigen Staates Kongo akkreditiert und sollte in Begleitung der zwei Ingenieure Henrard und Ledent die industriellen und kommerziellen Ressourcen der Provinzen Zhili, Henan, Gansu und Sichuan auskundschaften. Fivé, damals schon zum Oberst befördert, schloss sich für diese Reise nach langwierigen Verhandlungen in Peking Paul Splingaerd und dessen Sohn an. Splingaerd war belgischer Herkunft, lebte aber seit 34 Jahren in China und bekleidete die Position eines Mandarins. Nachdem die Expedition ohne Zwischenfälle durch die zentralen Provinzen Zhili und Henan gereist war, teilte sie sich in zwei Gruppen. Die erste mit Henrard und Ledent besuchte den Süden von Gansu und den Norden von Sichuan. Die zweite Gruppe mit Fivé und den Splingaerds drang nach Westen zum Qinghai-See vor, musste sich dann aber vor Schneestürmen an den Stadtrand von Ta-t'ung-ho zurückziehen. Nachdem die Truppe in Lanzhou, der Hauptstadt von Gansu, wieder vereint war, machte sie sich von dort aus auf den Weg nach Norden. Jedoch waren inzwischen Nachrichten aus Peking über den Boxeraufstand eingetroffen und hatten bei Behörden und Bevölkerung Feindseligkeit gegenüber Europäern ausgelöst. Nur dank ihrer Waffen und der Eskorte eines mongolischen Prinzen von der Grenze gelang es Fivé und seinen Gefährten, nach einer beschwerlichen Reise von der Grenzstadt Kyakhta durch die Wüste Gobi, die sie mit einer Tarantass zurücklegten, Urga, die Hauptstadt der Mongolei, zu erreichen. In Urga, das damals schon im russischen Einflussbereich lag, trennten sie sich von den Splingards und stiegen in Irkutsk in die Transsibirische Eisenbahn ein. Am 12. Dezember 1900 traf Oberst Fivé am Kölner Hauptbahnhof ein, wo ihn seine Familie und mehrere belgische Journalisten erwarteten, denen er von den Abenteuern seiner Reise berichtete.

### Weitere Tätigkeiten
In der Folge führte Fivé noch zwei weitere Missionen im Auftrag König Leopolds durch, nämlich an den Küsten Dalmatiens und in Amerika. Von diesen Missionen ist aber nichts weiter bekannt geworden. Nach seiner Rückkehr setzte Fivé dann seine Militärkarriere fort. Er wurde zum Generalmajor und Kommandeur der 1. Kavalleriebrigade ernannt, bevor er in den Ruhestand ging.
Weiterhin wurde er von König Leopold II. protegiert, der ihn 1905 dazu ernannte, bei der Grundsteinlegung des Königlichen Museum für Zentral-Afrika in Tervueren eine Rede zu halten. im selben Jahr wurde er Mitglied der Kommission, die sich für Veränderungen in der Verwaltung des Kongo-Freistaates vor dem Hintergrund der Kongogräuel einsetzen sollte. Er war weiterhin von der Gründung 1907 bis zu seinem Tod Deputierter von des International Motor Vehicle Inspection Committees und im Jahr 1906 Präsident des Cercle Africain.
Am 29. Juni 1908 wurde er noch zum Generalleutnant ernannt. Knapp ein Jahr später starb er am 8. Oktober 1909 in Brüssel.

## Auszeichnungen
- Offizier des belgischen Leopoldsordens;
- Ritter des belgischen Löwenordens;
- Offizier des belgischen Kronenordens;
- Étoile de Service;
- belgisches Militärkreuz;
- Gedenkmedaille für den arabischen Feldzug.